# Пам'ятник Степану Разіну (Ростов-на-Дону)
Пам'ятник Степану Разіну ― один з монументів у місті Ростов-на-Дону. Присвячений Степану Тимофійовичу Разіну, ватажку селянського повстання 1670-1671 року. Є виявленим об'єктом культурної спадщини.

## Історія
Степан Разін, ватажок найбільшого селянсько-козацького повстання в середині XVII століття, був народжений і вихований на Дону. І саме звідси він рушив з відданими йому людьми проти царя. На Дону є багато пам'ятних місць, пов'язаних з легендарним донським Отаманом. У станиці Старочеркаській зберігся будинок, в якому народився Степан Разін. Протягом декількох років історики і археологи шукають і розкопують Кагальницьке козаче містечко, в якому розміщувався отаман зі своїм військом. В Новочеркаському музеї експонується скульптурна фігура С. Разіна роботи Є.В. Вучетича. Цей образ прославленого отамана довгий час створював навколо себе безліч легенд, до якого зверталися багато діячів культури. Одними з них були народний художник СРСР С.Т. Коньонков (який не дожив до встановлення пам'ятника, але створив дерев'яну модель) та архітектор Л.М. Лобан, які взялися за розробку проекту пам'ятника, присвяченого отаману. Усі скульптури були виконані з бетону на місцевому заводі. 5 червня 1972 р. на набережній Ростова-на-Дону, неподалік від морехідного училища ім. Сєдова, був встановлений пам'ятник Степану Разіну та його вірній дружині.

### Зовнішній вигляд
Пам'ятник являє собою композицію з семи скульптур, що включають в себе постаті Степана Разіна і перської княжни, а так само п'ятьох вірних йому дружинників, які стоять на лодії.